# Nacimiento de la Virgen (Ghirlandaio)
El nacimiento de la Virgen, en italiano Natività della Vergine Maria, es un fresco obra del pintor renacentista italiano Domenico Ghirlandaio. Data del año 1491 y se encuentra en la Capilla Mayor, la Capilla Tornabuoni, de la iglesia de Santa Maria Novella de Florencia.
En la Edad Media estaba divulgada la representación de episodios de la Vida de la Virgen, algunos de los Evangelios pero, en su mayor parte, apócrifos recogidos dentro de La leyenda dorada de Santiago de la Vorágine. Ana y Joaquín, padres de María, llevaban muchos años de matrimonio sin concebir hijos. Para que su concepción fuera inmaculada, es decir, sin lujuria propia del pecado original, se produjo por abrazarse los esposos en la Puerta Dorada de Jerusalén. Este episodio se encuentra aludido, en la obra, en el abrazo en lo alto de la escalera, en el lateral izquierdo. Según la leyenda, de esa forma quedó embarazada santa Ana y nueve meses después, dio a luz a la Virgen María. El nacimiento de María se solía reflejar en obras pictóricas como una escena de género que permitía representar los lujosos interiores burgueses, como ocurre en este caso.